# Spirits of St. Louis 1974-1975
La stagione 1974-75 degli Spirits of St. Louis fu l'8ª nell'ABA per la franchigia.
Gli Spirits of St. Louis arrivarono terzi nella Eastern Division con un record di 32-52. Nei play-off vinsero la semifinale di division con i New York Nets (4-1), perdendo poi la finale di division con i Kentucky Colonels (4-1).

## Roster
| N° | Naz.                   | Ruolo | Sportivo       | Anno | Alt. | Peso |
| -- | ---------------------- | ----- | -------------- | ---- | ---- | ---- |
| 1  | Stati Uniti (bandiera) | G     | Freddie Lewis  | 1943 | 183  | 79   |
| 7  | Stati Uniti (bandiera) | A     | Terry Driscoll | 1947 | 201  | 98   |
| 10 | Stati Uniti (bandiera) | A     | Don Adams      | 1947 | 198  | 95   |
| 10 | Stati Uniti (bandiera) | G     | Milt Williams  | 1945 | 188  | 83   |
| 11 | Stati Uniti (bandiera) | GA    | Gus Gerard     | 1953 | 203  | 91   |
| 12 | Stati Uniti (bandiera) | G     | Bernie Fryer   | 1949 | 191  | 84   |
| 14 | Stati Uniti (bandiera) | AC    | Tom Owens      | 1949 | 208  | 98   |
| 15 | Stati Uniti (bandiera) | G     | Jimmy Foster   | 1951 | 185  | 79   |
| 20 | Stati Uniti (bandiera) | AC    | Maurice Lucas  | 1952 | 206  | 98   |
| 23 | Stati Uniti (bandiera) | GA    | Steve Jones    | 1942 | 196  | 93   |
| 24 | Stati Uniti (bandiera) | AC    | Marvin Barnes  | 1952 | 203  | 95   |
| 27 | Stati Uniti (bandiera) | GA    | Joe Caldwell   | 1941 | 196  | 88   |
| 34 | Stati Uniti (bandiera) | G     | Mike Barr      | 1950 | 191  | 82   |
| 35 | Stati Uniti (bandiera) | GA    | Fly Williams   | 1953 | 196  | 91   |
| 42 | Stati Uniti (bandiera) | G     | Tom Ingelsby   | 1951 | 191  | 82   |
| 44 | Stati Uniti (bandiera) | A     | Dennis Wuycik  | 1950 | 198  | 98   |
| 54 | Stati Uniti (bandiera) | AC    | Gene Moore     | 1945 | 206  | 102  |
| 55 | Stati Uniti (bandiera) | AC    | Goo Kennedy    | 1949 | 196  | 93   |

## Staff tecnico
- Allenatore: Bob MacKinnon
- Vice-allenatore: John Morrison